# Hodonice, Znojmo
Hodonice là một làng thuộc huyện Znojmo, vùng Jihomoravský, Cộng hòa Séc.